# Salvia involucrata
Salvia involucrata es una especie de planta herbácea de la familia de las lamiáceas. Es originaria de los estados mexicanos de Puebla, Tamaulipas, y Veracruz, donde crece en lugares sombríos, como el borde de los bosques. 

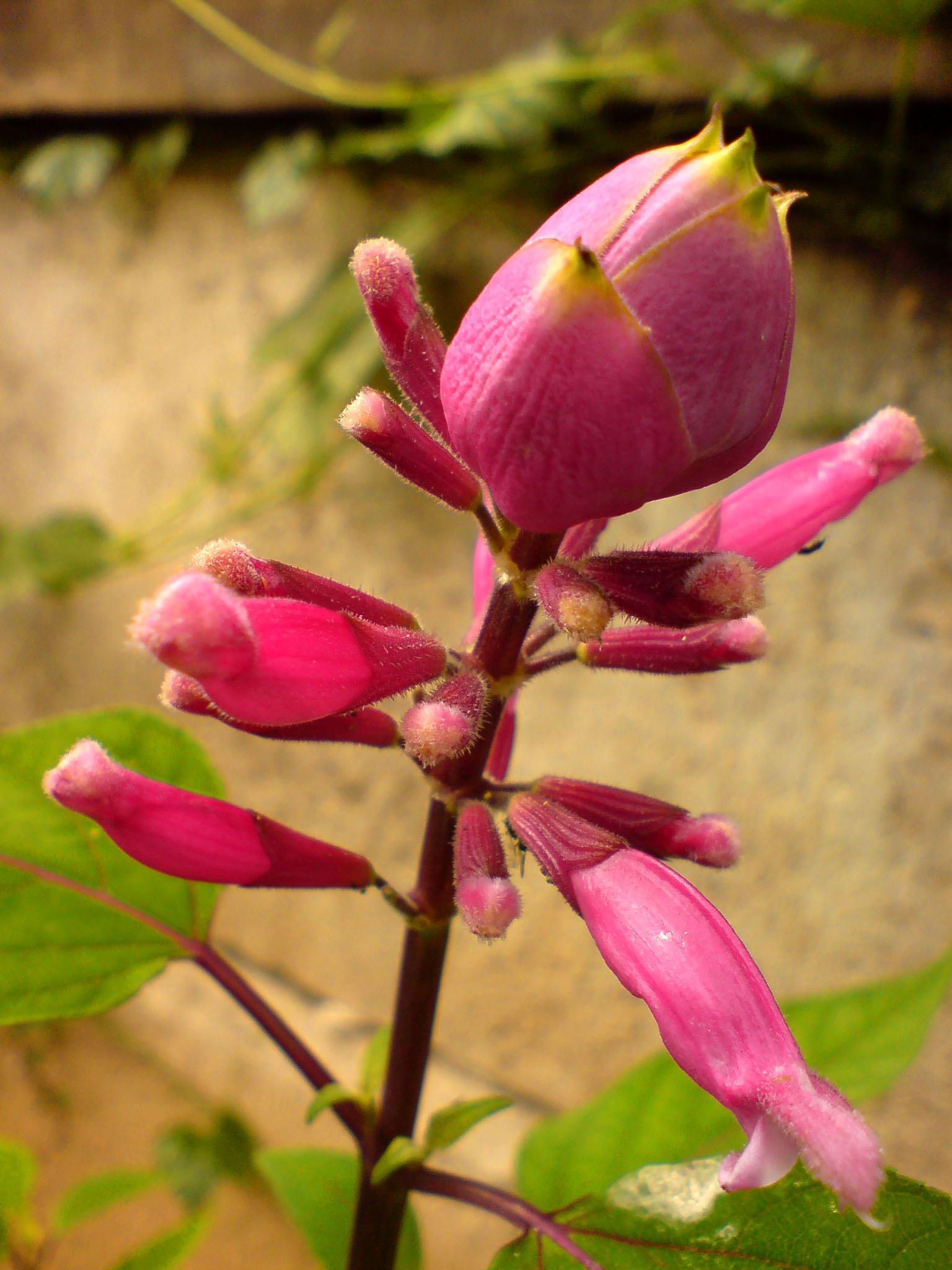
Detalle de la flor

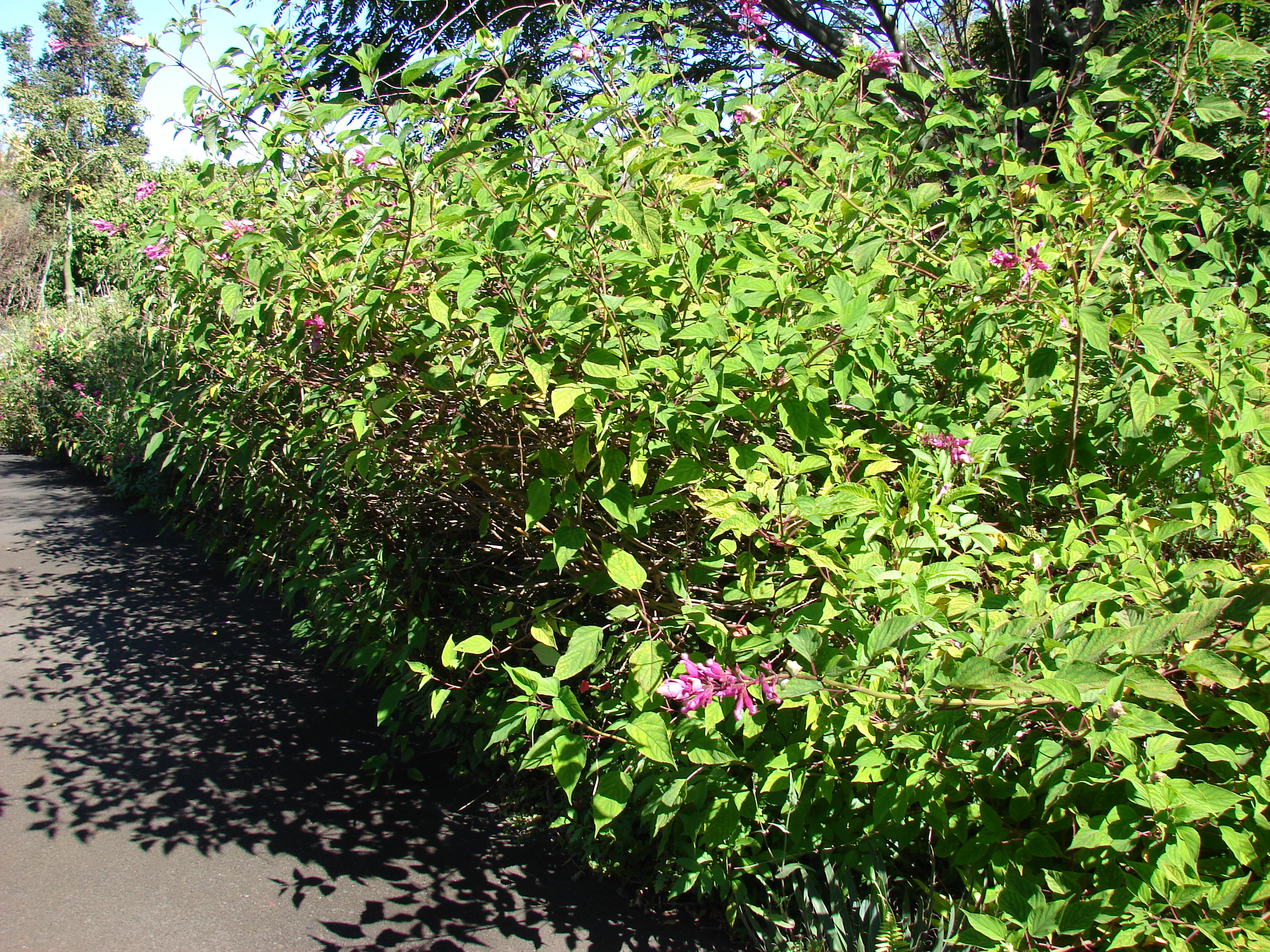
Vista de la planta

## Descripción
Salvia involucrata alcanza un tamaño de un metro y medio o más alto antes de que comience a florecer en verano. Las flores de la planta y las brácteas son de color rojizo, remolacha. Las brácteas se presentan en pares que envuelven tres flores cada una, cayendo cuando las flores crecen. Las hojas de la planta son pequeñas, planas de color verde, ligeramente cordadas. Inusualmente, los pecíolos de las hojas y las venas comparten el color de las flores remolacha rojizo. Genéticamente, la especie cuenta con once (11) cromosomas tetraploidales.

## Cultivo
Salvia involucrata y sus cultivares "Bethellii" y "Boutin" se han ganado el Premio al Mérito Garden de la Royal Horticultural Society. 'Bethellii "fue introducido en 1881 por su hábito compacto y grandes hojas ovales. Otra variedad, común en Francia y Gran Bretaña, es "Deschamsiana", que fue elegido en 1869 por el color rosa brillante de sus flores infladas. Los cultivares que han encontrado popularidad en los EE. UU. incluyen a 'Hidalgo', 'El Butano', y 'El Cielo' cada uno lleva el nombre del lugar en México en donde fue recolectada.
Salvia involucrata se cruza libremente con otras especies de Salvia, resultando muchos híbridos en el Jardín Botánico de la Universidad de California que muestran su vigor híbrido. Algunas de estas plantas híbridas se sabe que crecen hasta 1,5 m de alto, con un largo periodo de floración. 'Jam Mulberry', un híbrido más pequeño con crecimiento vertical, tallos más fuertes, que continúa floreciendo a partir del verano y resistente a las heladas fue introducido en 1995 por Betsy Clebsch.
Como planta de jardín, prefiere un buen drenaje, la mitad a tres cuartos del día al sol, humus enriquecido y riego profundo una vez a la semana. Se propaga por división o esquejes, que pueden ser arraigados a finales de verano o principios de otoño. La planta volverá a crecer desde el suelo después de la ligera helada. En primavera, se debe podar desde los nodos activos a pocos centímetros de la corona.

## Propiedades
Históricamente, S. involucrata junto con varios otros miembros de su género han sido utilizadas como un potenciador de la memoria en la tradicional medicina herbal. Los estudios científicos que buscan verificar esto han demostrado que los extractos de S. involucrata (junto con otras especies de Salvia) contenían cantidades significativas de compuestos pertinentes para la corteza cerebral incluyendo los que tienen afinidad de unión a los receptores de acetilcolina. La especie también se ha utilizado al menos una vez en el pasado como un indicador de dióxido de carbono en el metabolismo. En un estudio de 1919, Salvia involucrata se utilizó para determinar los efectos del éter en la tasa de CO2 de la respiración en las células muertas. El estudio encontró que los pétalos de S. involucrata inmerso en éter consumen más oxígeno que las células.

## Taxonomía
Salvia involucrata fue descrita por Antonio José Cavanilles y publicado en Icones et Descriptiones Plantarum 2: 3, t. 105. 1793.
Etimología
Ver: Salvia
involucrata: epíteto latino que significa "con involucro". Se refiere a las flores con prominentes brácteas, que son grandes y coloridas.
Sinonimia
- Belospis laevigata (Kunth) Raf.
- Salvia bethellii auct.
- Salvia laevigata Kunth
- Salvia palafoxiana Sessé & Moc.
- Salvia ventricosa Sessé & Moc.[11][12]